# Verpest
Verpest is een lied van de Nederlandse zanger Bilal Wahib in samenwerking met de Nederlandse zangeres Zoë Tauran. Het werd in 2024 als single uitgebracht.

## Achtergrond
Verpest is geschreven door Zoë Tauran, Bilal Wahib, Carlos Vrolijk en Brahim Fouradi en geproduceerd door Project Money. Het is een nummer dat past in het genre nederpop. In het lied zingen de artiesten over een relatiebreuk en hoe die relatie hun leven verpest heeft. Het was niet de eerste keer dat de twee artiesten met elkaar samenwerken. Dit deden zij eerder al op de nummers Solo en Outside.

## Hitnoteringen
De artiesten hadden succes met het lied in Nederland. Het piekte op de 54e plaats van de Single Top 100 en stond twee weken in deze hitlijst. De Top 40 werd niet bereikt; het lied bleef steken op de veertiende plaats van de Tipparade.